# NGC 5434
NGC 5434 este o galaxie spirală situată în constelația Boarul. A fost descoperită în 25 aprilie 1883 de către Ernst Wilhelm Tempel. Se află la o distanță de 69,46 de megaparseci de Pământ.